# Museo de la Muralla (Orihuela)
El Museo de la Muralla de Orihuela (Provincia de Alicante, España) está ubicado en el sótano del Aulario de las Salesas de la Universidad Miguel Hernández de Orihuela.  
Con motivo de la construcción del nuevo aulario de la Universidad Miguel Hernández en el Campus de las Salesas, salieron a la luz restos arqueológicos de gran importancia. Su conservación y estudio fue primordial para encontrar una parte fundamental de la ciudad perdida por el olvido y la superposición de nuevos estratos.
Dichas excavaciones fueron principales para sacar a la luz de forma casi íntegra viviendas árabes, cristianas, incluso un lienzo completo de la Muralla.
El Ayuntamiento tomó la decisión de conservarlas cubriéndolas de arena totalmente con el fin de no sufrir ningún tipo de rotura o desperfecto durante la construcción del edificio que los acoge en la actualidad.

## Contenido
El museo es de tipología arqueológica y acoge un importante número de restos muebles de arqueología.
Pero además, el contenido del museo se extiende a numerosos restos inmuebles, muchos de ellos muy bien conservados que nos permiten conocer el trazado urbano de la Orihuela medieval o las partes en las que se divide una casa musulmana o cristiana.
Entre las construcciones halladas se encuentra un lienzo de muralla con cuatro torres de origen almohade, pero que tras la Guerra de los dos Pedros fueron reformadas para arreglar los desperfectos que se produjeron.
Además hay otras construcciones interesantes como un baño musulmán situado extramuros, muy bien conservado y que posee sala de recibimiento, sala fría, sala templada, sala caliente y la sala donde se calentaba el agua.
A su vez, posee numerosas viviendas musulmanes y cristianas que permiten ver la distribución de dichas casas conservándoses los pequeños aljibes y el suelo original, así como las canalizaciones del agua tapadas con teja realizadas en adobe original.
Acoge además restos de un palacio barroco del siglo XVIII denominado la casa del paso, así como restos del Palacio del rey Fernando de Antequera en Orihuela, realizado en estilo gótico, del que se conservan elementos de la portada.

## Restos arqueológicos muebles
Además de los restos inmuebles, destacan los bienes muebles encontrados que suponen ampliar el conocimiento, al encontrarse dichos restos 'in situ' en el lugar d sus propietarios. Algunos de ellos han sido dejados en el lugar donde fueron encontrados, otros, para una mejor apreciación han sido distribuidos en vitrinas a lo largo del recorrido del museo.
Entre los bienes destacan utensilios diarios como zafas, jofainas, lámparas de aceite, orzas, muchas de ellas realizadas en barro y en cerámica. Dichos útiles son de procedencia tanto musulmán como cristiana. Destaca la reutilización de una rueda de molino como pavimentación de un patio de una casa cristiana.